# Kamp Neusustrum
Kamp Neusustrum (Duits: Lager V Neusustrum) was het vijfde van de vijftien Emslandlager. Lager V was gelegen nabij het dorp Neusustrum (tegenwoordig Samtgemeinde Lathen) vlak over de grens bij de Nederlandse plaats Ter Apel.

## Geschiedenis
Kamp Neusustrum werd in 1933 voor 1.000 gevangenen gebouwd. Aanvankelijk was het kamp bedoeld voor opsluiting van tegenstanders van het nationaalsocialisme. De bewaking bestond uit SS'ers, maar die werden binnen twee maanden afgelost door SA bewakers. De terreur van de SS was aanleiding om hen te vervangen door minder fanatieke bewakers. In de praktijk hebben de gevangenen daar niet veel van gemerkt. In 1934 werd het kamp een strafgevangenis nadat het was overgenomen door het ministerie van Justitie. In november 1935 werd een opvangstop uitgevaardigd, vanwege overbevolking. April 1937 kreeg het kamp een capaciteit voor 1500 gevangenen. Het kamp werd toen door 300 SA'ers en justitiemedewerkers bewaakt. De uitbreiding werd voornamelijk gebruikt om homoseksuelen gevangen te zetten. In de officiële Duitse lijst van concentratiekampen staat Neusustrum vermeld onder nummer 1053. In het kader van de Emslandlager wordt het kamp Lager V Neusustrum genoemd. Van eind 1940 tot eind 1943 werden in het kamp 1750 Polen gevangenen gehouden, samen met 450 Fransen en Belgen en 60 Joden. Deze laatsten had men uit alle Emslandlager verzameld in Neusustrum. Vanaf 1944 werden uitsluitend nog door de Wehrmacht-rechtbanken veroordeelden in het kamp opgenomen. In februari 1945 bevonden zich nog maar 281 gevangenen in Lager Neusustrum.

## Buitenkampen
In Arenberg nr 30 van 5.4.1940 tot 20.4.1940, Dörpen nr 301 van 9.7.1940 tot 31.7.1940, Lathen nr 817 van 4.4.1940 tot 12.4.1940 , Lindloh nr 859 van 19.4.1940 tot 8.5.1940, Lingen nr 860 van 9.7.1940 tot 17.7.1940, Meppen nr 926 van 2.4.1940 tot 7.7.1940 en Werlte nr 1554 van 2.4.1940 bis 30.3.1941 waren nevenvestigingen.

## Omstandigheden
In 1935 liet Hitler bij Neusustrum het Emslandhuis bouwen. De gevangenen werden gedwongen om rond dit huis een park aan te leggen voor de SA bewakers en hun gezinnen. De omstandigheden in kamp Neusustrum waren even erbarmelijk als die in de andere kampen. De gevangenen moesten zeer zware arbeid verrichten en kregen weinig te eten. Slechte kleding, lange arbeidsdagen en zware mishandeling met soms de dood tot gevolg pasten bij het schrikbewind.

## Na de oorlog

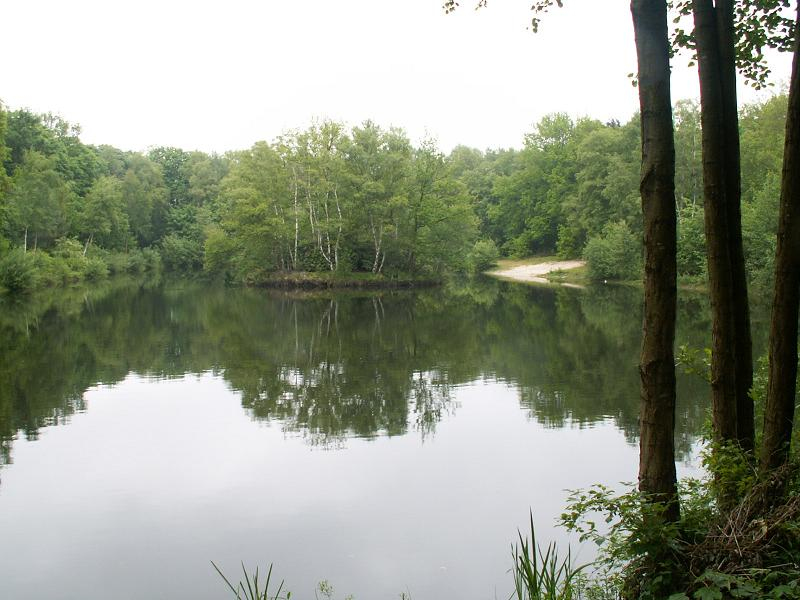
Resten van de vijver en het park.

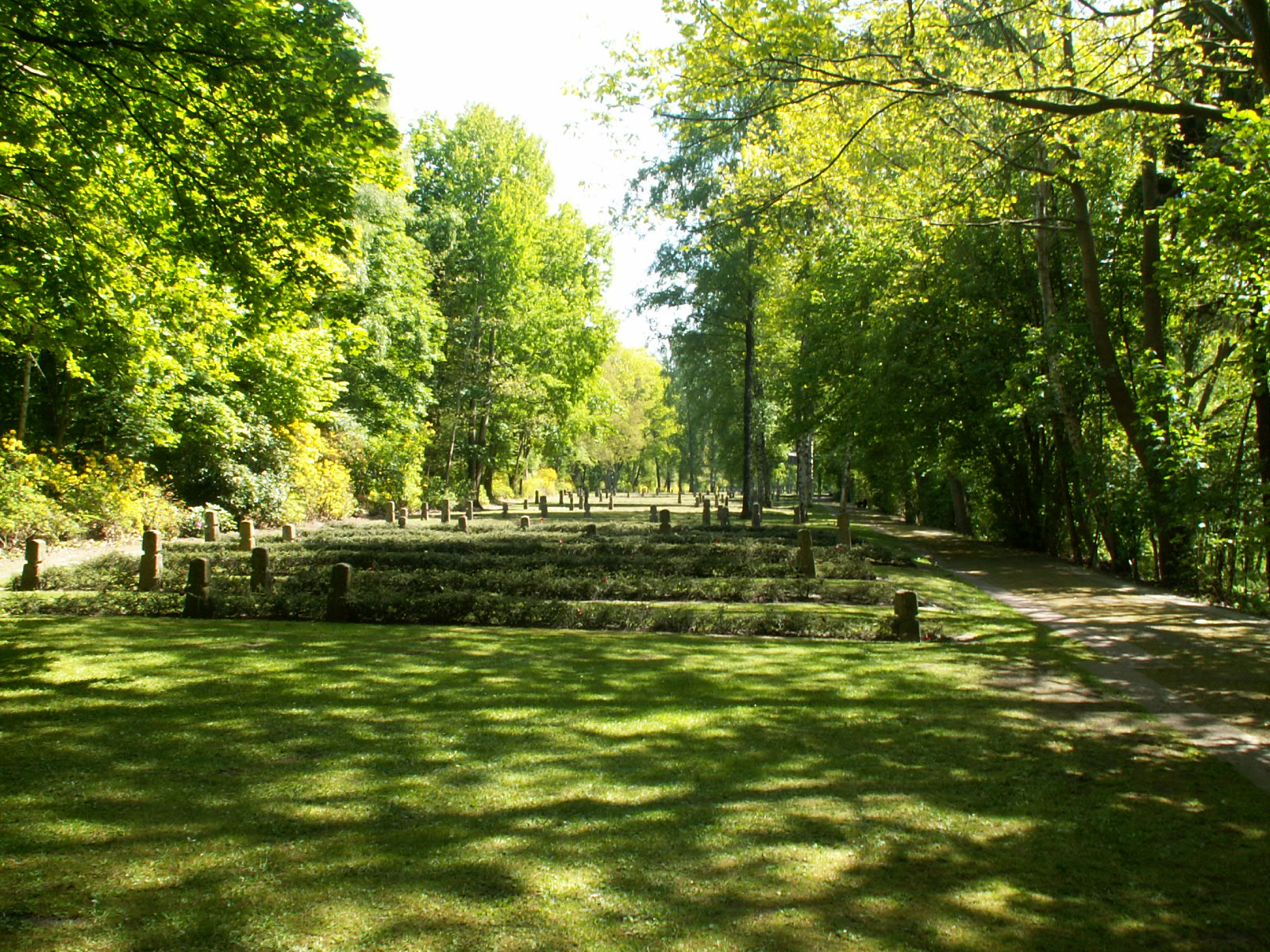
Begraafplaats Bockhorst/Esterwegen

Van het park zijn het meertje met eiland en delen van de beplanting bewaard gebleven. Ook staat op de oude plek van het kamp nog een gedenkteken, waaruit het hakenkruis verwijderd is. Bij de voormalige ingang van het kamp staan enkele gedenkstenen. Eén voor de na de oorlog verdreven Duitsers die hier een nieuw bestaan opbouwden. Eén voor de gevallenen en verdrevenen en een voor de Polen die hier gevangen hebben gezeten. Van het overlijden van 248 mensen is een proces-verbaal opgemaakt. Zij liggen begraven op het kerkhof van Esterwegen.

## Dodental
In de vijftien Emslandlager hebben naar schatting 100.000 krijgsgevangenen en 80.000 politieke- en strafgevangenen moeten verblijven. Naar schatting zijn 30.000 van deze gevangenen in de Emslandlager vermoord. Voor het merendeel zijn dat Sovjet-krijgsgevangenen geweest. Deze liggen op negen begraafplaatsen en in massagraven begraven. Per kamp kan zowel qua inwonertal als ten aanzien van het dodental niets specifieks met zekerheid worden gezegd. Van de begraafplaatsen is voor een deel van de gevallen wel bekend hoeveel mensen er liggen en welke nationaliteit deze mensen hadden. Hoeveel van de 180.000 kamp bewoners de oorlog hebben overleefd is onbekend. Velen zijn later in andere kampen vermoord.

## Ontsnappingen
Soms moesten de gevangenen op enkele honderden meters van de Nederlandse grens werken. Regelmatig trachten de gevangenen de Nederlandse grens over te vluchten. Bij die vluchtpogingen werd er gericht op de gevangenen geschoten. Toch zijn er enige tientallen ontsnappingen gelukt. Maar Nederland stuurde de asielzoekers in de meeste gevallen terug. Vaak betekende dat alsnog de dood van de vluchteling. In enkele gevallen, die publieke aandacht trokken, werden asielzoekers niet naar Duitsland teruggestuurd, maar naar andere landen uitgewezen.